# Homa (rituel)
Pour les articles homonymes, voir Homa.

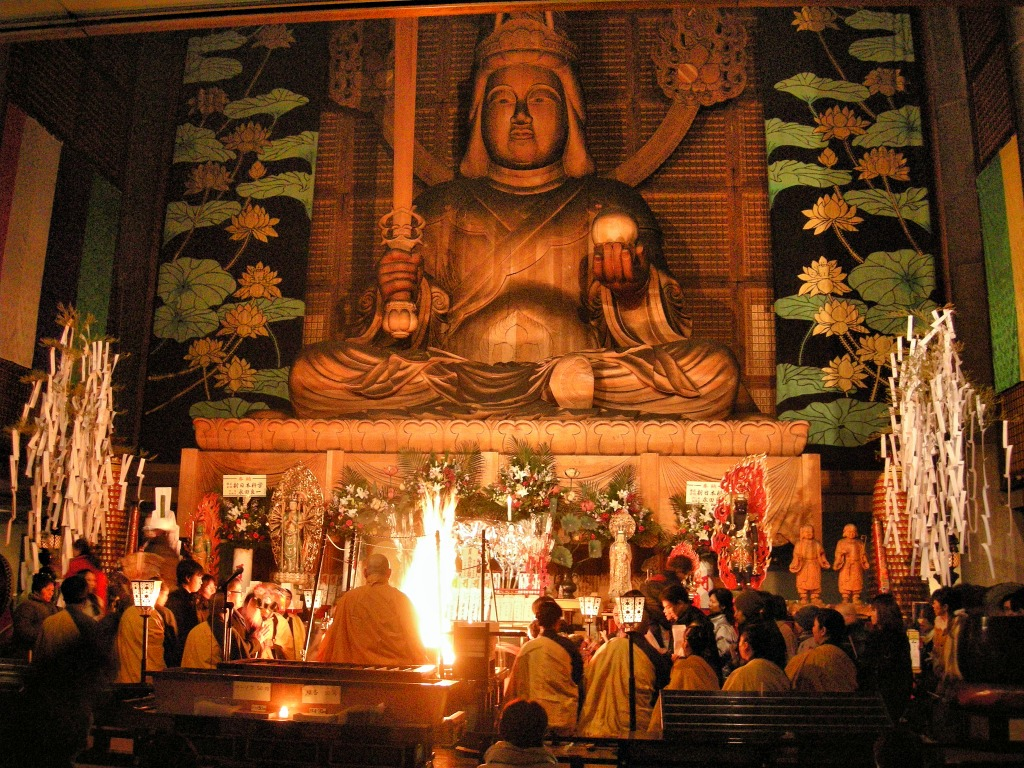
saifukuji

Le Homa dénommé aussi homan ou havan est la cérémonie du feu dans l'hindouisme. Tout rituel autour du feu porte ce nom ; cependant certains ont des noms plus spécifiques comme Agnihotra. Ces rituels ancestraux, proche de l'animisme sont censés relier les humains aux Dieux ; ainsi ce qui est offert au feu parvient aux divinités. Des homas pour Hanuman ou Ganesh sont organisés. La purification est aussi un symbole du feu. De nombreuses pujas sur le sous-continent indien se passent autour du feu.